# Parafia św. Mikołaja w Kopernikach
Parafia świętego Mikołaja w Kopernikach – parafia rzymskokatolicka, znajdująca się w diecezji opolskiej, w dekanacie Otmuchów.